# 工运桥
31°35′15″N 120°17′54″E / 31.58751°N 120.29830°E

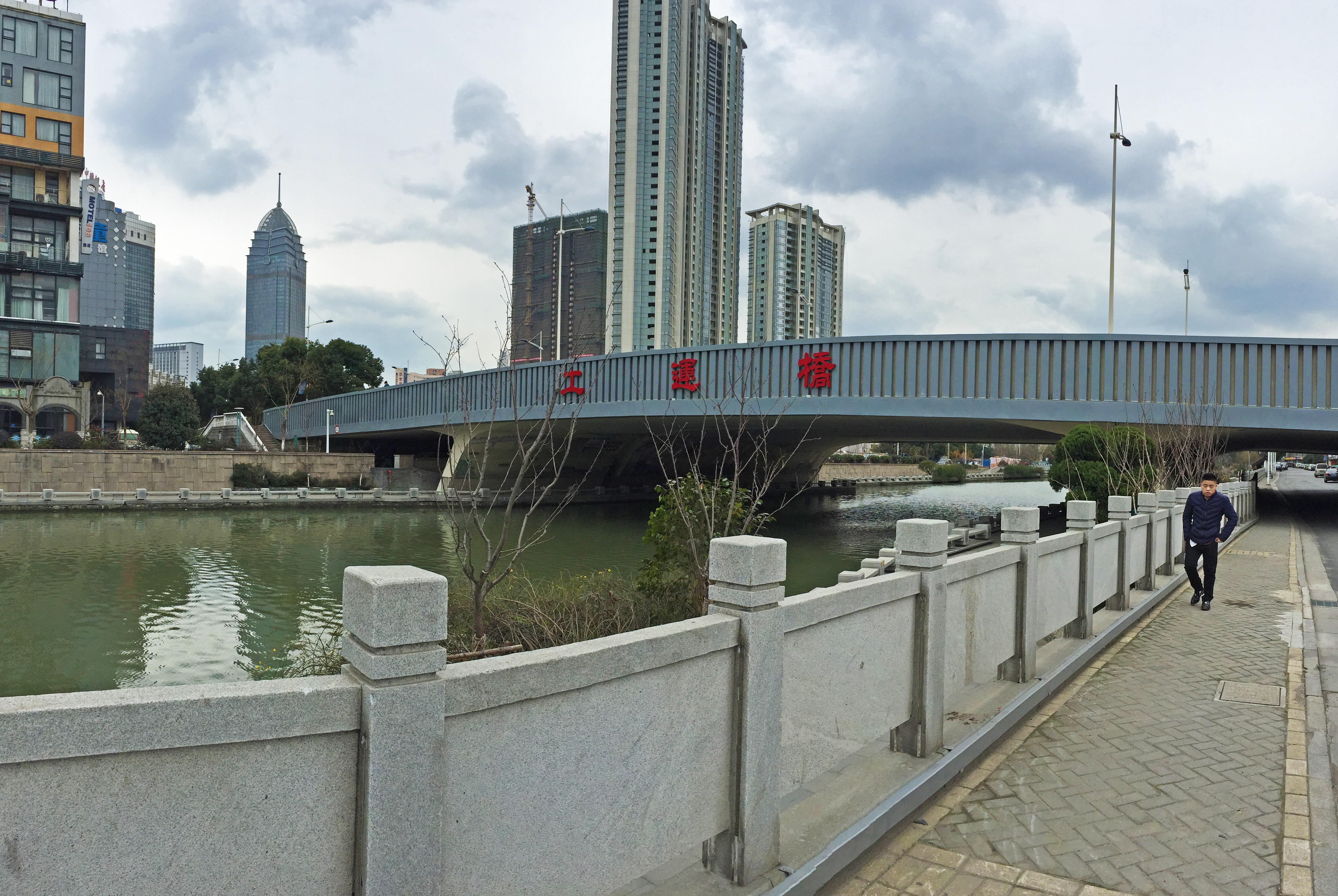
工运桥

工运桥，又名通运桥，是位于中华人民共和国江苏省无锡市梁溪区的一座大桥，位于无锡火车站南侧的工运路上。

## 背景
工运桥原名通运桥，为1913年祝大椿为代表的无锡各界人士捐款筹资建造的四孔大木桥。1926年5月21日，德兴丝厂工人群众为增加工资，在中共地下党员刘群先等领导下，与无锡县丝业公会负责人程炳若交涉，但无锡警察逮捕了13名女工代表。此举激怒了丝厂工人，工人在通运桥堍乾甡丝厂门口示威。中共江浙区委派孙良惠到无锡指导罢工斗争。中共无锡独立支部负责工人运动的秦起直接领导了罢工斗争。5月23日，数千名女工举行示威游行，当队伍行至通运桥时，遭到武装水警、商团、救火大队的镇压。城区各丝厂女工闻讯停工声援，组成无锡县21家丝厂、共两万名女工的同盟罢工。5月28日，无锡当局和各丝厂资方被迫接受女工提出的大部分复工条件。

## 沿革
1927年3月，北伐军攻入无锡县。因原通运桥破损不堪，当地民众要求新政府拆除旧桥重建，但政府回答财政无力支持。为纪念这次丝厂女工的大罢工，也因原木桥不利于工人行走，1927年10月9日，在全县各业工会联席会议上，丝厂工会首先提出捐献工资作为改建通运桥的资金，得到其他行业工会和社会各界的响应，共得捐款1.9万余元，以纱厂公会两业职工每人捐献两日工资充作建桥资金。此外，资方丝厂、纱厂业公会也捐款7500余元，沪宁铁路局捐助3000元，行政局出资2000元，并由当时的无锡县工联总会牵头，成立桥工委员会。新桥由上海新顺记营造厂承包，改建成无锡第一座钢筋水泥桥。
1928年11月8日，大桥竣工通车。对于桥命名曾有一番争议，无锡县长俞仲还提出以“中山”两字命名，工商界人士提出以“工商”为桥名，而无锡工人主张建桥资金绝大部分是职工群众所捐献，应该以“工运”为桥名。最后无锡县政府同意，并于桥的两端竖碑撰文，以志纪念，当地市民也俗称其为大洋桥。
1960年，工运桥由7米拓宽至14.5米。1983年，再次拓宽至20.9米。2002年，无锡火车站广场改建工程中，工运桥被拆重建拓宽。工程于4月1日动工，同年9月30日竣工，由无锡市市政工程设计院设计，无锡市城市投资发展总公司建设。由于工运桥与通运路易混淆，2002年，将通运路改为工运路，以桥命名。2005年，无锡市政设施建设工程总公司完成“二路三桥”养护项目（盛岸西路、梁清路、庆丰桥、工运桥、高墩桥），荣获2005-2006年度江苏省“优质养护片”荣誉称号。